# 현지민
현지민은 대한민국의 텔레비전 드라마 작가이다. 

## 주요 작품
- 2023년 tvN 드라마 《판도라:조작된 낙원》 ... 집필